# Iñapari
Iñapari ist eine Ortschaft im südamerikanischen Anden-Staat Peru.
Iñapari ist Verwaltungssitz der Provinz Tahuamanu, einer von drei Provinzen der Region Madre de Dios, und liegt im Dreiländereck Peru–Bolivien–Brasilien. Die Ortschaft ist mit Brasilien und der brasilianischen Nachbarstadt Assis Brasil über die Puente de la Integración de Acre verbunden, einer binationalen Brücke über den Río Acre. Eine unbefestigte Landstraße mit Brücke über den Río Yaberija verbindet Iñapari mit dem bolivianischen Ort San Pedro de Bolpebra.
Iñapari hat eine Einwohnerzahl von 1890 Einwohnern nach dem Zensus 2017 und ist im vergangenen Jahrzehnt seit der Eröffnung der Transoceánica, die São Paulo mit Lima verbindet, deutlich gewachsen.